# Copa COSAFA Femenina 2021
La Copa COSAFA Femenina 2021 fue la novena edición del Campeonato Femenino COSAFA. Se disputó entre el 28 de septiembre y el 9 de octubre en el Municipio Metropolitano de Nelson Mandela Bay, Sudáfrica.

## Participantes
Nueve de los catorce miembros de la COSAFA participaron en la competición. Sudán del Sur y Tanzania de la región de CECAFA ingresaron como invitados. Comoras se retiró y fue reemplazada por Uganda, invitado de la región de CECAFA. El sorteo se celebró el 12 de agosto de 2021.
| - Sudáfrica - Malaui - Angola - Mozambique - Botsuana - Tanzania (invitado) | - Zimbabue - Sudán del Sur (invitado) - Zambia - Namibia - Uganda (invitado) - Suazilandia |

## Fase de grupos

### Grupo A
| Pos. | Equipo     | Pts. | PJ | G | E | P | GF | GC | Dif. | Clasificación 2021                                 |
| ---- | ---------- | ---- | -- | - | - | - | -- | -- | ---- | -------------------------------------------------- |
| 1    | Sudáfrica  | 7    | 3  | 2 | 1 | 0 | 5  | 2  | +3   | Clasificado a las Semifinales                      |
| 2    | Malaui     | 6    | 3  | 2 | 0 | 1 | 6  | 4  | +2   | Clasificación a las semifinales como mejor segundo |
| 3    | Angola     | 2    | 3  | 0 | 2 | 1 | 2  | 4  | −2   |                                                    |
| 4    | Mozambique | 1    | 3  | 0 | 1 | 2 | 5  | 8  | −3   |                                                    |

Actualizado a los partidos jugados el 4 de octubre de 2021.
 Fuente: Soccerway
| Fecha                           | Lugar          |           |                      | Resultado |                       |            |
| ------------------------------- | -------------- | --------- | -------------------- | --------- | --------------------- | ---------- |
| 28 de septiembre de 2021, 12:00 | Port Elizabeth | Angola    | Bandera de Angola    | 2:2       | Bandera de Mozambique | Mozambique |
| 28 de septiembre de 2021, 15:30 | Port Elizabeth | Sudáfrica | Bandera de Sudáfrica | 2:1       | Bandera de Malaui     | Malaui     |
| 1 de octubre de 2021, 12:00     | Port Elizabeth | Malaui    | Bandera de Malaui    | 3:2       | Bandera de Mozambique | Mozambique |
| 1 de octubre de 2021, 15:30     | Port Elizabeth | Sudáfrica | Bandera de Sudáfrica | 0:0       | Bandera de Angola     | Angola     |
| 4 de octubre de 2021, 15:30     | Port Elizabeth | Sudáfrica | Bandera de Sudáfrica | 3:1       | Bandera de Mozambique | Mozambique |
| 4 de octubre de 2021, 15:30     | Port Elizabeth | Angola    | Bandera de Angola    | 0:2       | Bandera de Malaui     | Malaui     |

### Grupo B
| Pos. | Equipo        | Pts. | PJ | G | E | P | GF | GC | Dif. | Clasificación 2021            |
| ---- | ------------- | ---- | -- | - | - | - | -- | -- | ---- | ----------------------------- |
| 1    | Tanzania      | 9    | 3  | 3 | 0 | 0 | 8  | 0  | +8   | Clasificado a las Semifinales |
| 2    | Zimbabue      | 6    | 3  | 2 | 0 | 1 | 5  | 4  | +1   |                               |
| 3    | Botsuana      | 3    | 3  | 1 | 0 | 2 | 7  | 5  | +2   |                               |
| 4    | Sudán del Sur | 0    | 3  | 0 | 0 | 3 | 1  | 12 | −11  |                               |

Actualizado a los partidos jugados el 4 de octubre de 2021.
 Fuente: Soccerway
| Fecha                           | Lugar          |               |                          | Resultado |                          |               |
| ------------------------------- | -------------- | ------------- | ------------------------ | --------- | ------------------------ | ------------- |
| 29 de septiembre de 2021, 12:00 | Port Elizabeth | Botsuana      | Bandera de Botsuana      | 7:0       | Bandera de Sudán del Sur | Sudán del Sur |
| 29 de septiembre de 2021, 15:30 | Port Elizabeth | Tanzania      | Bandera de Tanzania      | 3:0       | Bandera de Zimbabue      | Zimbabue      |
| 2 de octubre de 2021, 12:00     | Port Elizabeth | Botsuana      | Bandera de Botsuana      | 0:2       | Bandera de Tanzania      | Tanzania      |
| 2 de octubre de 2021, 15:30     | Port Elizabeth | Sudán del Sur | Bandera de Sudán del Sur | 1:2       | Bandera de Zimbabue      | Zimbabue      |
| 4 de octubre de 2021, 12:00     | Port Elizabeth | Botsuana      | Bandera de Botsuana      | 0:3       | Bandera de Zimbabue      | Zimbabue      |
| 4 de octubre de 2021, 12:00     | Port Elizabeth | Tanzania      | Bandera de Tanzania      | 3:0       | Bandera de Sudán del Sur | Sudán del Sur |

### Grupo C
| Pos. | Equipo      | Pts. | PJ | G | E | P | GF | GC | Dif. | Clasificación 2021            |
| ---- | ----------- | ---- | -- | - | - | - | -- | -- | ---- | ----------------------------- |
| 1    | Zambia      | 9    | 3  | 3 | 0 | 0 | 9  | 0  | +9   | Clasificado a las Semifinales |
| 2    | Uganda      | 4    | 3  | 1 | 1 | 1 | 5  | 2  | +3   |                               |
| 3    | Namibia     | 4    | 3  | 1 | 1 | 1 | 1  | 3  | −2   |                               |
| 4    | Suazilandia | 0    | 3  | 0 | 0 | 3 | 1  | 11 | −10  |                               |

Actualizado a los partidos jugados el 5 de octubre de 2021.
 Fuente: Soccerway
| Fecha                           | Lugar          |             |                        | Resultado |                        |             |
| ------------------------------- | -------------- | ----------- | ---------------------- | --------- | ---------------------- | ----------- |
| 30 de septiembre de 2021, 12:00 | Port Elizabeth | Namibia     | Bandera de Namibia     | 0:0       | Bandera de Uganda      | Uganda      |
| 30 de septiembre de 2021, 15:30 | Port Elizabeth | Zambia      | Bandera de Zambia      | 5:0       | Bandera de Suazilandia | Suazilandia |
| 3 de octubre de 2021, 12:00     | Port Elizabeth | Suazilandia | Bandera de Suazilandia | 1:5       | Bandera de Uganda      | Uganda      |
| 3 de octubre de 2021, 15:30     | Port Elizabeth | Zambia      | Bandera de Zambia      | 3:0       | Bandera de Namibia     | Namibia     |
| 5 de octubre de 2021, 15:30     | Port Elizabeth | Zambia      | Bandera de Zambia      | 1:0       | Bandera de Uganda      | Uganda      |
| 5 de octubre de 2021, 15:30     | Port Elizabeth | Namibia     | Bandera de Namibia     | 1:0       | Bandera de Suazilandia | Suazilandia |

### Mejores segundos colocados
| Pos. | Equipo   | Grupo | Pts | PJ | PG | PE | PP | GF | GC | DG |
| ---- | -------- | ----- | --- | -- | -- | -- | -- | -- | -- | -- |
| 1    | Malaui   | A     | 6   | 3  | 2  | 0  | 1  | 6  | 4  | +2 |
| 2    | Zimbabue | B     | 6   | 3  | 2  | 0  | 1  | 5  | 4  | +1 |
| 3    | Uganda   | C     | 4   | 3  | 1  | 1  | 1  | 5  | 2  | +3 |

## Fase final

### Semifinales
| Fecha                       | Lugar          |           |                      | Resultado      |                   |        |
| --------------------------- | -------------- | --------- | -------------------- | -------------- | ----------------- | ------ |
| 7 de octubre de 2021, 12:00 | Port Elizabeth | Tanzania  | Bandera de Tanzania  | 1:1 (pen. 3-2) | Bandera de Zambia | Zambia |
| 7 de octubre de 2021, 15:30 | Port Elizabeth | Sudáfrica | Bandera de Sudáfrica | 2:3            | Bandera de Malaui | Malaui |

### Tercer lugar
| Fecha                       | Lugar          |        |                   | Resultado      |                      |           |
| --------------------------- | -------------- | ------ | ----------------- | -------------- | -------------------- | --------- |
| 9 de octubre de 2021, 12:00 | Port Elizabeth | Zambia | Bandera de Zambia | 1:1 (pen. 1-2) | Bandera de Sudáfrica | Sudáfrica |

### Final
| Fecha                       | Lugar          |          |                     | Resultado |                   |        |
| --------------------------- | -------------- | -------- | ------------------- | --------- | ----------------- | ------ |
| 9 de octubre de 2021, 15:00 | Port Elizabeth | Tanzania | Bandera de Tanzania | 1:0       | Bandera de Malaui | Malaui |

|                              |
| Bandera de Tanzania          |
| Campeón Tanzania 1.er título |

## Goleadoras
- Actualizo el 9 de octubre de 2021.

| Jugadora           | Selección  | Goles |
| ------------------ | ---------- | ----- |
| Sibulele Holweni   | Sudáfrica  | 5     |
| Grace Chanda       | Zambia     | 3     |
| Refilwe Tholakele  | Botsuana   | 3     |
| Sabinah Thom       | Malaui     | 3     |
| Stumai Athuman     | Tanzania   | 3     |
| Lubandji Ochumba   | Zambia     | 3     |
| Cidalia Cuta       | Mozambique | 2     |
| Cina Manuel        | Mozambique | 2     |
| Donisia Minja      | Tanzania   | 2     |
| Mwanahamisi Shurua | Tanzania   | 2     |
| Margaret Belemu    | Zambia     | 2     |
| Hasifah Nassuna    | Uganda     | 2     |
| Rudo Neshamba      | Zimbabue   | 2     |
| Melinda Kgadiete   | Sudáfrica  | 2     |

## Clasificación general
| Equipo | Equipo        | Pts | PJ | PG | PE | PP | GF | GC | Dif |
| ------ | ------------- | --- | -- | -- | -- | -- | -- | -- | --- |
| 1      | Tanzania      | 13  | 5  | 4  | 1  | 0  | 10 | 1  | +9  |
| 2      | Malaui        | 9   | 5  | 3  | 0  | 2  | 9  | 7  | +2  |
| 3      | Zambia        | 11  | 5  | 3  | 2  | 0  | 11 | 2  | +9  |
| 4      | Sudáfrica     | 8   | 5  | 2  | 2  | 1  | 8  | 6  | +2  |
| 5      | Zimbabue      | 6   | 3  | 2  | 0  | 1  | 5  | 4  | +1  |
| 6      | Uganda        | 4   | 3  | 1  | 1  | 1  | 5  | 2  | +3  |
| 7      | Namibia       | 4   | 3  | 1  | 1  | 1  | 1  | 3  | -2  |
| 8      | Botsuana      | 3   | 3  | 1  | 0  | 2  | 7  | 5  | +2  |
| 9      | Angola        | 2   | 3  | 0  | 2  | 1  | 2  | 4  | -2  |
| 10     | Mozambique    | 1   | 3  | 0  | 1  | 2  | 5  | 8  | -3  |
| 11     | Suazilandia   | 0   | 3  | 0  | 0  | 3  | 1  | 11 | -10 |
| 12     | Sudán del Sur | 0   | 3  | 0  | 0  | 3  | 1  | 12 | -11 |